# كفر نبي
كفر بنّي قرية سورية تتبع ناحية معرة مصرين في منطقة مركز إدلب في محافظة إدلب. بلغ عدد سكانها 1542 نسمة في عام 2004 حسب إحصاء المكتب المركزي للإحصاء.